# الإنسان والسلاح (مسرحية)

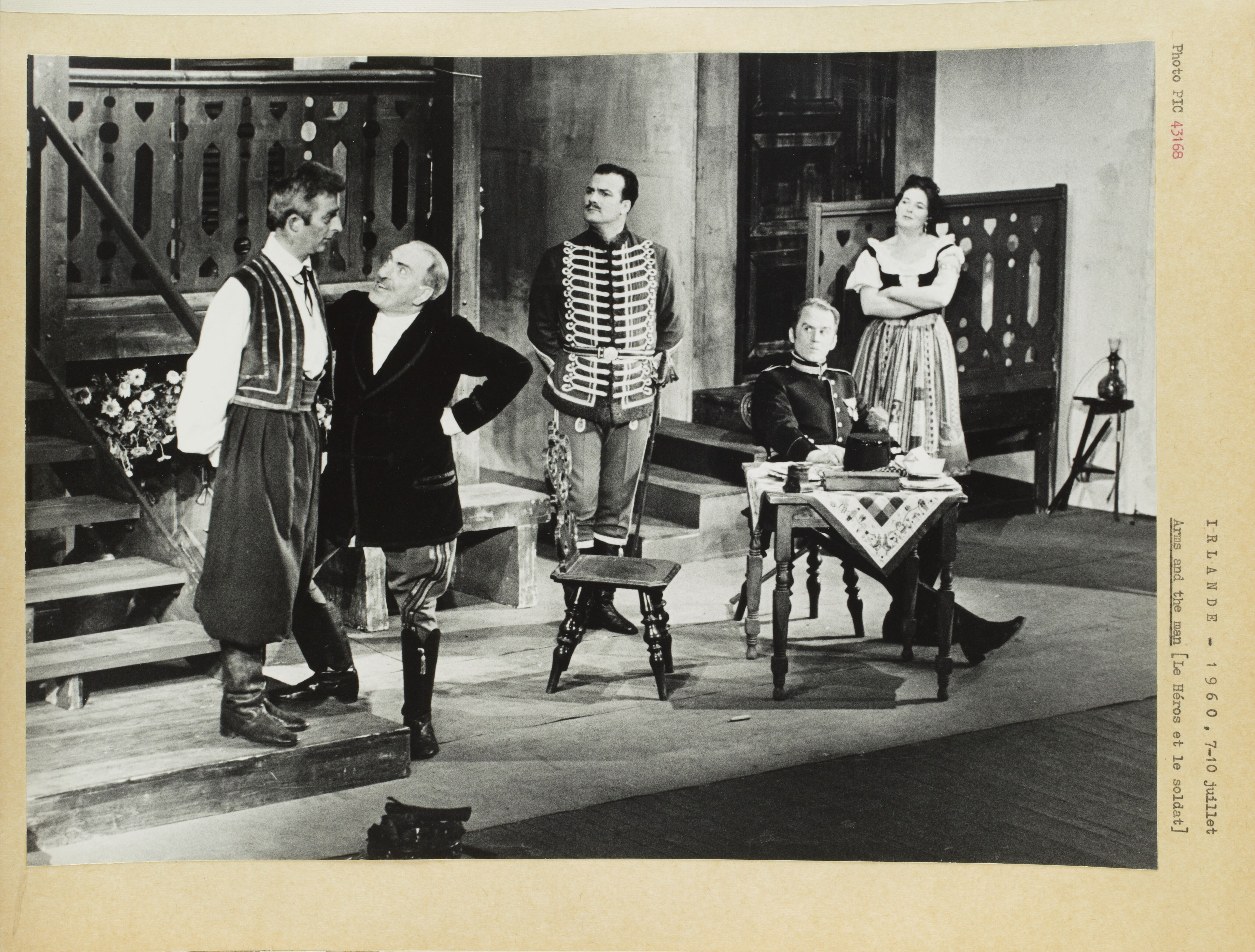
لقطة من عرض مسرحي لمسرحية الرجل والسلاح لجورج برنارد شو

الإنسان والسلاح (بالإنجليزية: Arms and the Man) هي مسرحية لجورج برنارد شو، الحاصل على جائزة نوبل في الأداب سنة 1925. وجائزة الأوسكار لأفضل سيناريو مقتبس من مسرحيته الشهيرة بيجماليون لفيلم بنفس الاسم في العام 1938. عرضت المسرحية لأول مرة في 21 أبريل 1894 في مسرح (بلاي هاوس) في عام 1898 كجزء من مجلد المسرحيات الممتعة لشو والتي تضمنت أيضاً: (كانديدا) (لا يمكنك الجزم بحدوث هذا)، و (رجل المقادير). كانت المسرحية واحدة من النجاحات التجارية الأولى لشو وقد دعي إلى خشبة المسرح بعد إسدال الستارة، حيث حظي بالتصفيق الحار وسط الهتافات، مع صيحة استهجان واحدة من أحد الحضور. أجاب عليها شو بطريقة مميزة: «يا زميلي العزيز أنا أتفق تماماً معك، ولكن ماذا نفعل نحن الاثنان فقط ضد أكثرية كثيرة؟»  تعد مسرحية درامية وفكاهية تظهر عدم جدوى الحرب وتتعامل بشكل كوميدي ساخر مع نفاق الطبيعة البشرية، حيث يقدم شو نقدًا ساخرًا للمفاهيم التقليدية للشجاعة والرومانسية، وتعتبر من أنجح مسرحياته لدى الجمهور العالمي.

## السياق
كتبت المسرحية في أواخر القرن التاسع عشر، حيث كانت المجتمعات الأوروبية تستثمر في أفكار الفخر القومي والشرف العسكري وتمجيد الحرب خاصة في العقود التي تلت حروب نابليون، فكانت صورة الحرب مثالية في الأدب والثقافة والسياسة، وصورة "الجندي البطولي" واسعة الانتشار في الوعي الشعبي. انتقد شو وشكك في هذه المفاهيم المثالية، خاصة فيما يتعلق بالجيش، الذي رآه مصدرًا للظلم والصراع. وبذلك انتقد رومانسية الحرب التي كانت متجذرة في الفكر الغربي لعدة قرون.

## العنوان
اقتبس عنوان المسرحية من الكلمات الافتتاحية للإنياذة فيرجيل باللاتينية: (Arma virumque cano) أو (Of arms and the man I sing) («للسلاح والرجل أغني»). حيث تقدم العبارة في الملحمة قصة البطل إينياس، وتمجد رحلته إلى روما والمعارك التي خاضها، ودوره في تأسيس الإمبراطورية الرومانية. إلا أن شو استعمل هذا المرجع الكلاسيكي بشكل ساخر، فبينما تحتفل الإنيادة بنبل وقيمة وتضحية بطلها، فالمسرحية تنتقد عبثية الحرب. ومن خلال استلهام هذا العنوان يدعو شو إلى إعادة النظر في المفاهيم الرومانسية والبطولية المرتبطة عادةً بالشخصيات العسكرية. 

## الترجمات العربية
تنوعت عناوين الترجمات العربية. ترجمها دعد زيدان وراجعها عامر يازجي بعنوان السلاح والانسان عن دار العاندي للنشر والدراسات والترجمة سنة 1999، وترجمها فيصل السامر وقرني الدوغرمجي بعنوان الأسلحة والرجل عن دار الفكر العربي سنة 1948 كما ترجمها محمود علي مراد بالسلاح والانسان سنة 1997 عن المجلس الوطني للثقافة والفنون والاداب. كما ترجمتها حسام صادق التميمي تحت عنوان الرجل والسلاح سنة 2010 عن دار البحار بيروت ، كما ترجمها أسامة عبد الرحمن بالرجل والسلاح سنة 2019، وترجمها فؤاد دوارة  تحت عنوان الإنسان والسلاح سنة 2020. وأيضا ترجم العنوان في كثير من الدراسات والمقالات تحت عنوان السلاح والرجل. 

## الحبكة
البطلة (رينا بيتكوف) هي امرأة بلغارية شابة مخطوبة لسرجيوس سارانوف (أحد أبطال تلك الحرب) والذي تعبده. وفي أحد الليالي، جندي من المرتزقة السويسريين في الجيش الصربي (النقيب بلونتشي) يصعد إلى غرفة نومها عبر نافذة الشرفة ويهدد بإطلاق النار عليها إذا صاحت للنجدة. وعندما تقتحم القوات الروسية / البلغارية البيت لتفتيشه تقوم رينا بإخفاء بلونتشي لكي لا يقتل. وفي محادثة بعد أن غادر الجنود طلب منها أن تتذكر أن «تسعة جنود من أصل عشرة يولدون حمقى». إن موقف بلونتشي تجاه الحرب والتجنيد (براغماتي وعملي يعارض موقف رينا المثالي) يصدمها، خاصة بعد أن أعترف لها بأنه يستخدم حقائب الذخيرة لحمل الشوكولاتة بدلاً من الخراطيش لمسدسه. عندما يتوقف البحث عنه، تقوم رينا ووالدتها كاثرين بتأمين خروج بلونتشي من المنزل متسللاً وهو يتنكر بمعطف منزلي قديم.
تنتهي الحرب بين البلغار والصرب بالتوقيع على معاهدة سلام ويعود سرجيوس إلى رينا، لكنه يغازل أيضا خادمتها المتغطرسة لوكا المخطوبة لنقولا (خادم بيتكوف). تبدأ رينا بالإحساس أن سرجيوس أصبح متهور وممل لكنها تخفي ذلك. يعود بلونتشي بشكل غير متوقع لكي يعيد المعطف القديم، ولكن أيضاً حتى يتمكن من رؤية رينا. تصدم رينا ووالدتها، وخصوصاً عندما يكتشفون أن والدها وسرجيوس قد قابلوا بلونتشي سابقاً ويقومون بدعوته إلى البقاء لتناول الغداء (ولمساعدتهم في تحركات القوات).
بعد ذلك عندما تترك رينا وحدها مع بلونتشي تدرك أنه يرى من خلالها المواقف الرومانسية لكنه يحترمها كامرأة، بينما سرجيوس لا يفعل ذلك. تقول له إنها قد تركت صورة لها في جيب المعطف وقد كتب عليها «إلى جنديي كريمة الشوكولاتة»، لكن بلونتشي يقول أنه لم يجدها، ويجب أنها لا تزال في جيب معطف. يتلقى بلونتشي برقية تبلغه بوفاة والده، وتكشف له أنه قد ورث ثروة كبيرة. ثم تخبر لوكا سرجيوس أن بلونتشي هو الرجل الذي حمته رينا وأن رينا واقعة في حبه. يتحدى سرجيوس بلونتشي إلى مبارزة ولكن بلونتشي يتجنب القتال. سرجيوس ورينا يفكان الخطبة. والد رينا (الرائد بول بوتكوف) يكتشف الصورة في جيب معطفه القديم. يقوم بلونتشي ورينا بإخفاء الصورة قبل أن يجدها مرة أخرى في محاولة لإقناعه بأن عقله يخدعه ولكن بوتكوف صمم على معرفة الحقيقة ويدعي أن «جندي كريمة الشوكولاتة» هو سرجيوس بعد ذلك يكشف بلونتشي القصة الكاملة للرائد بوتكوف، ثم يقترح سرجيوس الزواج من لوكا (خبر أرعب السيدة بوتكوف)؛ نقولا بهدوء وبشجاعة يترك سيرجيوس يأخذها. وبلونتشي اعترافاً بتفاني نقولا وقدرته، يقرر أن يعرض عليه وظيفة مدير فندق. وطالما أن رينا أصبحت غير مرتبطة الآن، يعترض بلونتشي (كونه في الرابعة والثلاثين من العمر ومعتقداً أنها في السابعة عشرة من عمرها) أنه كبير السن جدا بالنسبة لها ولكن لدى معرفة أنها في الواقع في الثالثة والعشرين من عمرها، يعرض على الفور الزواج منها ويبرهن ثروته ومكانته من خلال سرد ميراثه من البرقية. رينا (مدركة لفراغ مثلها الرومانسية) تعترض بأنها تفضل «جنديها كريمة الشوكولاتة» الفقير لهذا الرجل الأعمال الثري. يقول بلونتشي بأنه لا يزال نفس الشخص، وتنتهي المسرحية مع إعلان رينا عشقها له وبلونتشي، بدقة سويسرية على حد سواء بإزالة المشاكل الأساسية لتحركات القوات وإبلاغه الجميع بأنه سيعود ليتزوج من رينا بالضبط في غضون أسبوعين من يوم الثلاثاء.
تدور المسرحية حول فكرتي الحرب و الزواج، مسلطةً الضوء على الأوهام المرتبطة بهما.

## الزمان والمكان
تدور أحداث المسرحية في الربع الأخير من القرن التاسع عشر، في فترة الحرب بين الامبراطورية النمساوية الصربية والامبراطورية الروسية... بعد إعلان الهدنة بين الامبراطوريتين وبالتحديد بين عامي 1885-1886، في منزل أحد الضباط البلغار في بلدة صغيرة من الريف البلغاري 

## الشخصيات والممثلون
- ‏الرائد بول بيتكوف - جيمس ويلش‏: والد راينا غير قادر على تنسيق تحركات القوات الأساسية ويعتمد على بلونتشلي للقيام بعمله نيابة عنه.
- ‏الرائد سيرجيوس سارانوف - برنارد جولد‏: خطيب راينا، من أصول نبيلة، يعتقد أن أصله النبيلة مسوغ له ليكون مقاتلا وعاشقا، ولكنه عند المواجهة يظهر ضابطا مندفعا ومتهورا، ومع ذلك فقد ساعدته الظروف فانتصر.
- ‏الكابتن بلونتشلي - يورك ستيفنز‏: ضابط مرتزق سويسري  ترك فنادق أبيه والإشراف عليها، واختار بإرادته أن يكون جنديا مرتزقا يعمل لحساب من يدفع له، وليس عنده عقيدة تلزمه في الحروب التي يخوضها سوى المنفعة الشخصية، ونرى بلنتشللي يعمل لحساب الصرب ضد البلغاريين، أثناء فراره من القوات البلغارية يتسلق عبر غرفة نوم راينا.
- ‏الرائد بليشانوف - أي. إي. دبليو. ماسون
- ‏نيكولا - أورلاندو بارنيت‏: خادم عائلة بيتكوف.
- ‏كاثرين بيتكوف - السيدة تشارلز كالفيرت‏: والدة راينا، تشاركها في العديد من أوهام الحب والحرب، بالإضافة إلى ادعاءاتها الطبقية.
- ‏راينا بيرتكوف - ‏‏ألما موراي‏: شابة من عائلة بلغارية من الطبقة العليا، المسرحية متشبثة بأوهام رومانسية حول الحرب والحب، وتعتز بخطيبها الشجاع في الحرب الرائد سيرجيوس سارانوف.
- ‏لوكا - فلورنسا فار: خادمة عائلة بيتكوف جميلة وذكية وماكرة ومتطلعة وفضولية، تواجه صعوبة في قبول مكانها في المنزل. وقد استطاعت بكل مؤهلاتها هذه أن تتخلص من خطبة الخادم نيكولا، وتتزوج من النبيل سيرجيوس[18].

## الانتشار والعروض
حققت المسرحية نجاحا كبيرا في المملكة المتحدة وانتشارا واسعا في العالم، فقدمت في مسارح متعددة وفي عروض تلفزيونية من بينها:
- قام مسرح ستوديو أرينا في بوفالو، نيويورك، بإنتاج مسرحية "أرمس آند ذي مان" في عام 1983 مع كيلسي جرامر في دور سيرجيوس[19].

- إنتاج تلفزيوني لقناة الرابعة البريطانية في عام 1983 يضم ريتشارد بريريس في دور الكابتن بلونتشلي، بيتر إيجان في دور الرائد سيرجيوس سارانوف، أليس كريج في دور راينا، آنا نايج في دور لوكا[20].

- في صيف عام 2013، قدم مسرح أوديسي في أوتاوا -أونتاريو، بكندا عرضًا لهذه المسرحية[21].
- قدم مهرجان شو في نياجارا-أون-ذا-ليك، المسرحية عدة مرات: في 1967، 1976، 1986، 1994، 2006 و2014، وكان آخرها بإخراج موريس پانيتش.[22]
- عرضت المسرحية في مسرح ليريك فيبلفاست، في أكتوبر 1992، تحت إخراج تشارلز نوفوسيلسكي.[23]
- ‏1932 - ‏‏الأسلحة والرجل‏‏ ، فيلم من إخراج ‏‏سيسيل آرثر لويس‏
- ‏1958 - ‏‏الجنود ليسوا مصنوعين من الخشب‏‏، فيلم من إخراج ‏‏فرانز بيتر ويرث‏‏.‏
- ‏1973 - ‏‏هيلدن ، هيلدن ،‏‏ مسرحية موسيقية ‏‏لأودو يورغنز
- 2024- قدمت المسرحية من طرف طلاب الجامعة العربية المفتوحة في عمان[24].

## الانتقادات والدراسات
- اعتبر جورج أورويل أن المسرحية كتبت عندما كان شو في أوج قوته ككاتب مسرحي. وأضاف أن هذه المسرحية "ربما تكون أكثر مسرحياته مرحًا، والأكثر كمالًا من الناحية الفنية، وعلى الرغم من كونها كوميديا خفيفة جدًا، إلا أنها الأكثر تأثيرًا"[25].

- في عام 2024، تعرض محاولة لعرض إنتاج جون مالكوفيتش للمسرحية في مسرح إيفان فازوف الوطني في بلغاريا لاستهداف من قبل متظاهرين قوميين اعتبروها إهانة لبلغاريا وسخرية من محاربي الجيش "الذين ماتوا من أجل بلغاريا" في الماضي.. أحاط الغوغاء بالمسرح، وألقوا قنابل دخانية، ومنعوا الزوار الذين اشتروا تذاكر من دخول قاعة المسرح، واتهموهم بالخيانة وهددوهم، واعتدوا جسديًا على مخرج المسرحية ومدير المسرح[26][27][28].
- حظيت المسرحية باهتمام العديد من النقاد والدارسين العرب، حيث أجريت حولها دراسات متعددة من بينها: دراسة الاصلاح الاجتماعي في مسرحيات مختارة لجورج برنارد شو: بغماليون وميجربابارا والرجل والسلاح، للمولى رولي سنة 2007[29]، ودراسة الادراكات مدخلا نقديا: الثيمة والبنى التصورية في مسرحية السلاح والرجل نموذجا للبارقي عبد الرحمان بن حسن 2023[30] ومجموعة من الأطاريح الجامعية[31].
- يرجح النقاد أن شو استقى الموقف الرئيسي في المسرحية من مسرحية (معركة السيدات)، ليوجين سكرايب، الذي يعد من أشهر المسرحيين في القرن التاسع عشر[32][33].

## البنية الأسلوبية
تتخذ الكلمات وتعبيرات الشخصيات العنصر الفاعل في تقرير الأمور، فالكلام وليس الفعل هو الذي يقرر في النهاية المنتصر. كما اعتمد شو أسلوب الهبوط من الذروة في الفعل المسرحي يتضح ذلك من خلال اكتشاف أن بلونتشي الواقعي هو في الواقع كائن مسحور لاشيء يحرره من همه... لقد اجهز بلونتشلي على رومانسية كل من رابيا وسرجيوس رغم أنه هو نفسه رومانسي جدا.

## جندي الشوكولاته
أصل مصطلح جندي الشوكولاتة: نشأ المصطلح في المسرحية، إذ صرحت رينا بأنها تفضل "جندي كريمة الشوكولاتة" الفقير على رجل الأعمال الثري بلونتشلي. وهو أحد الشخصيات التي اختبأت من القوات الروسية والبلغارية الذي اعترف بأنه سئم الحرب، وأنه يستخدم حقائبه للذخيرة لحمل الشوكولاتة.  إن مصطلح جندي كريم الشوكولاته في المسرحية يشير للتحقير العسكري. إن أفراد من القوة العسكرية الوطنية الأسترالية قد تمت السخرية عليهم من قبل الجيش النظامي بنعتهم ‏شوكو، وشوكولاتة، وجنود الشوكولاتة للدلالة على أنهم جنود غير حقيقيين.. أصبحت هذه المصطلحات تمثل جنود الاحتياط والميليشيات الأسترالية. 

## روابط خارجية
الأداء الصوتي لمسرحية الانسان والسلاح بالعربية
جورج برنارد شو على موقع أرشيف الشارخ.
قراءة السلاح والانسان بالعربية ترجمة محمود علي مراد
تمثيل مسرحية الرجل والسلاح - الجامعة العربية المفتوحة